# Ratpenat de dues ratlles petit
El ratpenat de dues ratlles petit (Saccopteryx leptura) és una espècie de ratpenat de la família dels embal·lonúrids. Viu a Sud-amèrica i a Meso-amèrica.